# Finlandssvenska flaggan

Den inofficiella finlandssvenska flaggan.

Den finlandssvenska flaggan, en röd flagga med gult kors, används i en del kretsar i Finland för att representera det finlandssvenska. Husbondsvimpeln med samma färger, som påvisar att man är svenskspråkig, är desto vanligare och kan ses i många flaggstänger i Finland i trakter där det bor finlandssvenskar, speciellt på landsbygden. Flaggan har andra proportioner än den snarlika skånska flaggan.
Själva utformningen, med korset, representerar enighet med de andra nordiska länderna, och speciellt med Sverige. Flaggan är inofficiell och baserad på ett förslag till handelsflagga som lades fram av Finlands senats flaggkommitté 1917. I förslaget ingick även nio vita rosor i övre vänstra hörnet. Den kan möjligen också ha varit en av kandidaterna till Finlands flagga kring självständighetsförklaringen 1917. Den nuvarande blåvita statsflaggan blev officiell den 28 maj 1918.

## Vexillologi

Finlands riksvapen.

Den finlandssvenska flaggan använder de traditionella röda och gula färgerna (som bland annat kan ses i Egentliga Finlands vapen men framförallt i riksvapnet), har ett bredare kors än den skånska flaggan och rektangulära snarare än kvadratiska fält i inre hörnen. Det torde inte finnas officiella beslut på korsets bredd men en bredd minst som i den svenska flaggan, (d.v.s. 5:2:9 horisontellt och 4:2:4 vertikalt) och högst som i Finlands (d.v.s. 5:3:11 horisontellt och 4:3:4 vertikalt) bör gälla.